# اینچکیپ
اینچکیپ (انگلیسی: Inchcape) شرکت خودروسازی بریتانیایی است، که در سال ۱۸۴۷ تأسیس شد.